# سرمایه‌گذاری خارجی
سرمایه‌گذاری مستقیم خارجی (اختصاری FDI) عبارت است از سرمایه‌گذاری یک شرکت یا شخص حقیقی در کشوری دیگر جهت تجارت یا تولید که از منظر علم اقتصاد، این فعالیت در نقطه مقابل سرمایه‌گذاری در سهام (به انگلیسی: portfolio investment) قرار می‌گیرد که سرمایه‌گذاری‌ای تأثیرپذیر از شرایط اقتصادی کشور هدف محسوب می‌شود.
سرمایه گذاری خارجی در ایران به گفته ی بانک مرکزی جمهوری اسلامی ایران میزان سرمایه گذاری خارجی جذب شده در سال ۹۶ برار ۵۰۱۹۰۰۰ هزار دلار بوده است که این رقم نسبت به سال گذشته یعنی سال ۹۷ ( که میزان جذب سرمایه خارجی برابر ۳۲۲۳۰۰۰ هزار دلار بوده است). افزایش چشمگیری داشته است.